# Массацца
Массацца (італ. Massazza, п'єм. Massasa) — муніципалітет в Італії, у регіоні П'ємонт,  провінція Б'єлла.
Массацца розташована на відстані близько 540 км на північний захід від Рима, 65 км на північний схід від Турина, 6 км на схід від Б'єлли.

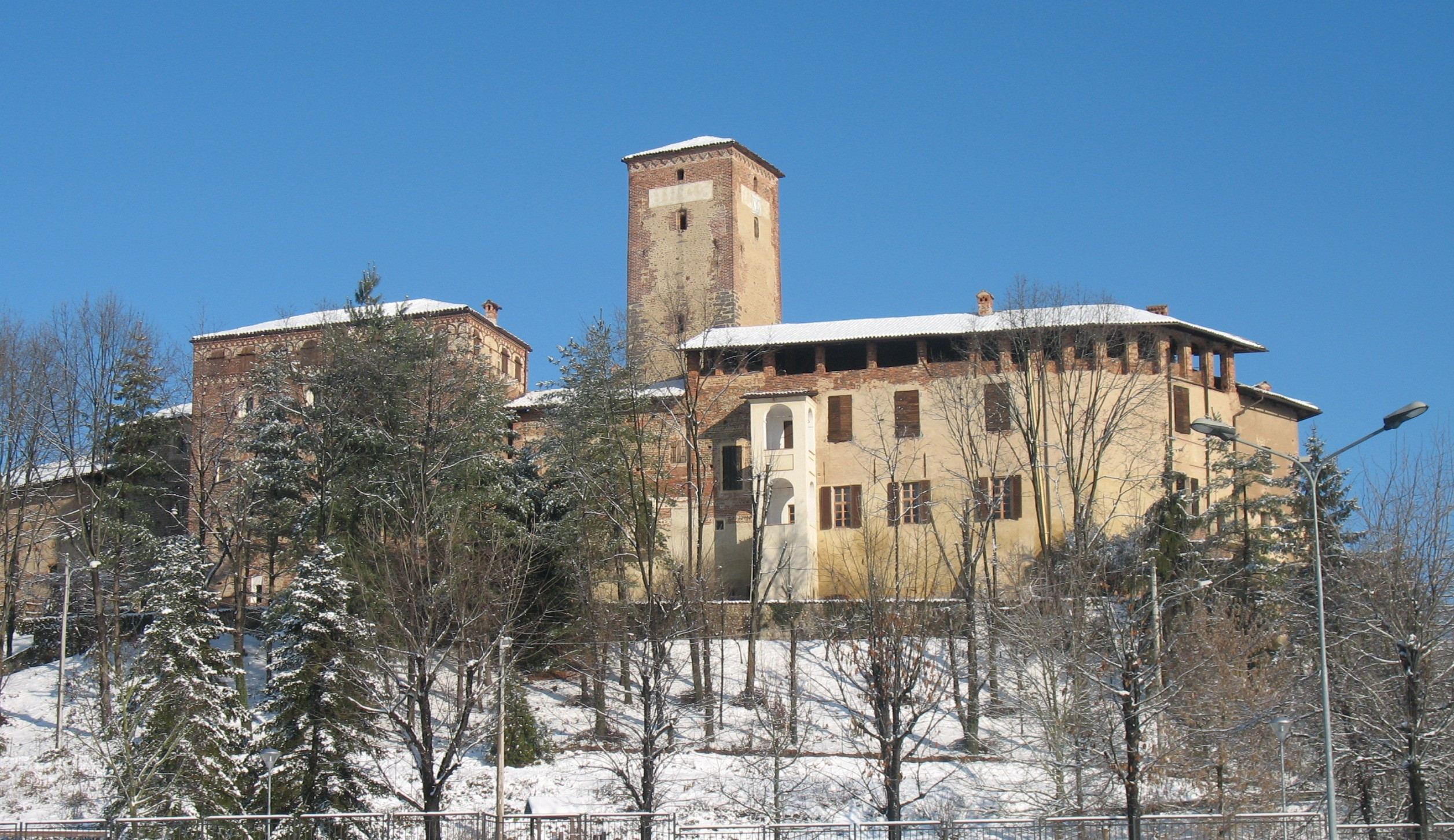

Населення — 550 осіб (2014).

## Демографія
Населення за роками:

Станом на 1 січня 2023 року в муніципалітеті офіційно проживало 77 іноземців з 17 країн, серед них 2 громадяни країн Євросоюзу.

## Уродженці
- П'єтро Леоне (*1888 — †1958) — відомий у минулому італійський футболіст, півзахисник.

## Сусідні муніципалітети
- Бенна
- Коссато
- Моттальчіата
- Салуссола
- Верроне
- Вілланова-Б'єллезе